# Груповий етап Ліги чемпіонів УЄФА 2021—2022
Груповий етап Ліги чемпіонів УЄФА 2021—2022 розпочався 15 вересня та закінчився 8 грудня 2021. У груповому етапі 32 команди змагалися за 16 місць у плей-оф Ліги чемпіонів УЄФА 2021—2022.
«Шериф» вперше потрапив до групового етапу Ліги чемпіонів. Це також перша команда з Молдови, яка потрапила до групового етапу.

## Жеребкування
Жеребкування групового етапу відбулося 26 серпня 2021 року о 19:00 EEST у  Стамбулі. За результатами жеребкування 32 команди було поділено на 8 груп (по 4 команди в кожній). Для жеребкування команди було розділено на 4 кошики за наступними принципами:
- Кошик 1, до якого потрапили переможці попереднього сезону Ліги чемпіонів та Ліги Європи, а також чемпіони 6 найкращих асоціацій на основі рейтингу асоціацій УЄФА 2020.[4]
- Кошик 2, 3 та 4, до якого потрапили решта клубів, на основі клубних коефіцієнтів УЄФА 2021.[5]

Команди з однієї асоціації не можуть потрапити в одну групу. Також, через російську агресію, клуби з Росії та України не можуть грати в одній групі. Для жеребкування УЄФА розділяє команди з однієї асоціації на пари (по 1-й парі для асоціацій з 2-3 командами та по 2-і для асоціацій з 4-5 командами) згідно з телевізійними рейтингами. Одна команда з пари потрапляє в групи A-D, а друга — E-H (на приклад, якщо «Динамо» потрапило в групу B, «Шахтар» може потрапити тільки в одну з груп E, F, G або H). Таким чином матчі цих команд не можуть проходити одночасно, оскільки матчі груп A–D та E–H відбуваються в різні дні. Перед жеребкуванням УЄФА оголосило наступні пари:
1. Челсі та Манчестер Сіті
2. Атлетіко та Севілья
3. Інтер та Ювентус
4. Баварія та Боруссія (Дортмунд)
5. Лілль та Парі Сен-Жермен
6. Реал Мадрид та Барселона
7. Манчестер Юнайтед та Ліверпуль
8. Порту та Бенфіка
9. Шахтар та Динамо
10. РБ Лейпциг та Вольфсбург
11. Аталанта та Мілан

Кожного туру половина груп грає у вівторок, інша половина — у середу. Розклад матчів було визначено після жеребкування за допомогою непублічного комп'ютерного жеребкування. Жодна команда не грає вдома чи на виїзді більш як два матчі поспіль і в першому та останньому турах зіграє одного разу вдома та одного разу на виїзді (стаття регламенту 16.02). Це нововведення цього сезону: в попередньому сезоні команди, які грали вдома в першому турі, також грали вдома і в останньому турі.

## Учасники
Нижче наведені учасники групового турніру (із зазначенням їх клубного коефіцієнту на 2021 рік), згруповані за кошиком при жеребкуванні.
| Ключ до кольорів у таблиці                                  |
| ----------------------------------------------------------- |
| Перші і другі місця груп проходять до 1/8 фіналу            |
| Треті місця груп потрапляють до стикових матчів Ліги Європи |
| Четверті місця груп вибувають                               |

| Асоц. | Команда        | Коеф.   |
| ----- | -------------- | ------- |
| ДП    | Челсі          | 91.000  |
| ЛЄ    | Вільярреал     | 87.000  |
| 1     | Атлетіко       | 138.000 |
| 2     | Манчестер Сіті | 106.000 |
| 3     | Баварія        | 124.000 |
| 4     | Інтер          | 128.000 |
| 5     | Лілль          | 103.000 |
| 6     | Спортінг       | 72.000  |

| Команда             | Прим. | Коеф.   |
| ------------------- | ----- | ------- |
| Реал Мадрид         |       | 146.000 |
| Барселона           |       | 11.699  |
| Ювентус             |       | 31.000  |
| Манчестер Юнайтед   |       | 37.000  |
| Парі Сен-Жермен     |       | 78.000  |
| Ліверпуль           |       | 127.000 |
| Севілья             |       | 16.750  |
| Боруссія (Дортмунд) |       | 85.000  |

| Команда    | Прим. | Коеф.  |
| ---------- | ----- | ------ |
| Порту      |       | 25.000 |
| Аякс       |       | 70.500 |
| Шахтар     | [ШН]  | 80.000 |
| РБ Лейпциг |       | 22.000 |
| Ред Булл   | [ШЧ]  | 54.500 |
| Бенфіка    | [ШН]  | 68.000 |
| Аталанта   |       | 14.945 |
| Зеніт      |       | 61.500 |

| Команда    | Прим. | Коеф.  |
| ---------- | ----- | ------ |
| Бешикташ   |       | 22.500 |
| Динамо     |       | 29.500 |
| Брюгге     |       | 39.500 |
| Янг Бойз   | [ШЧ]  | 21.500 |
| Мілан      |       | 80.000 |
| Мальме     | [ШЧ]  | 28.500 |
| Вольфсбург |       | 61.000 |
| Шериф      | [ШЧ]  | 44.000 |

Примітки
1. ДП Діючий переможець Ліги чемпіонів, що автоматично потрапив до першого кошика.
2. ЛЄ Діючий переможець Ліги Європи, що автоматично потрапив до першого кошика.
3. ШЧ Переможці плей-оф (Шлях чемпіонів).
4. ШН Переможці плей-оф (Шлях нечемпіонів).

## Формат
В кожній групі команди грають між собою по одному матчу вдома та на виїзді за круговою системою. 1-е та 2-е місця проходять до 1/8 фіналу. Команди, які посіли 3-і місця у груповому етапі Ліги Чемпіонів вибувають до стикових матчів Ліги Європи.

### Правила розподілу місць
Команди посідають місця у групі відповідно до набраних очок (3 очки за перемогу, 1 за нічию та 0 за поразку), та якщо команди набрали однакову кількість балів, застосовуються наступні критерії (у вказаному порядку), для визначення місця у групі (стаття регламенту 17.01):
1. Очки, набрані в очних зустрічах між командами під питанням;
2. Різниця м'ячів, забитих в очних зустрічах між командами під питанням;
3. Голи, забиті в очних зустрічах між командами під питанням;
4. Якщо команд під питанням більше двох та після застосування усіх попередніх правил ще залишаються команди під питанням, то для них окремо повторно застосовуються попередні правила;
5. Різниця м'ячів, забитих в усіх матчах групового етапу;
6. Голи, забиті в усіх матчах групового етапу;
7. Голи на виїзді, забиті в усіх матчах групового етапу;
8. Кількість перемог в усіх матчах групового етапу;
9. Кількість перемог на виїзді в усіх матчах групового етапу;
10. Дисциплінарні бали (червона картка = 3 бала, жовта картка = 1 бал, вилучення за дві жовті картки в одному матчі = 3 бала);
11. Клубний коефіцієнт УЄФА.

Через скасування правила виїзного голу, цей критерій більше не застосовується при порівнянні команд в очних зустрічах починаючи з цього сезону. Проте загальна кількість виїзних голів досі є критерієм визначення місця.

## Групи
Розклад матч оголосили 27 серпня 2021, наступного дня після жеребкування. Матчі заплановані на 14–15 та 28–29 вересня, 19–20 жовтня, 2–3 та 23–24 листопада і 7–8 грудня 2021. Початки матчів заплановані на 19:45 (по два матчі кожного вівторка та середи) та 22:00 (інші шість матчів) EET/EEST.
Час вказано за київським часом — в EET/EEST, (місцевий час, якщо відрізняється, вказано в дужках).

### Група A
| Поз | Команда         | І | В | Н | П | ГЗ | ГП | РГ  | О  | Кваліфікація          |  | МС  | ПСЖ | РБЛ | БРЮ |
| --- | --------------- | - | - | - | - | -- | -- | --- | -- | --------------------- |  | --- | --- | --- | --- |
| 1   | Манчестер Сіті  | 6 | 4 | 0 | 2 | 18 | 10 | +8  | 12 | Вихід в 1/8 фіналу    |  | —   | 2:1 | 6:3 | 4:1 |
| 2   | Парі Сен-Жермен | 6 | 3 | 2 | 1 | 13 | 8  | +5  | 11 | Вихід в 1/8 фіналу    |  | 2:0 | —   | 3:2 | 4:1 |
| 3   | РБ Лейпциг      | 6 | 2 | 1 | 3 | 15 | 14 | +1  | 7  | Перехід в Лігу Європи |  | 2:1 | 2:2 | —   | 1:2 |
| 4   | Брюгге          | 6 | 1 | 1 | 4 | 6  | 20 | −14 | 4  |                       |  | 1:5 | 1:1 | 0:5 | —   |

| 15 вересня 2021 22:00 (21:00 CEST) |

| Брюгге        | 1:1      | Парі Сен-Жермен |
| ------------- | -------- | --------------- |
| - Ванакен 27' | Протокол | - Еррера 15'    |

| Ян Брейдел, Брюгге Глядачів: 27 546 Арбітр: Сандро Шерер (Німеччина) |

| 15 вересня 2021 22:00 (20:00 BST) |

| Манчестер Сіті                                                                                 | 6:3      | РБ Лейпциг             |
| ---------------------------------------------------------------------------------------------- | -------- | ---------------------- |
| - Аке 16' - Мукіеле 28' (аг) - Махрез 45+2' (пен.) - Гріліш 56' - Жуан Канселу 75' - Жезус 85' | Протокол | - Нкунку 42', 51', 73' |

| Сіті оф Манчестер, Манчестер Глядачів: 38 062 Арбітр: Сердар Гезюбююк (Нідерланди) |

| 28 вересня 2021 22:00 (21:00 CEST) |

| Парі Сен-Жермен      | 2:0      | Манчестер Сіті |
| -------------------- | -------- | -------------- |
| - Гує 8' - Мессі 74' | Протокол |                |

| Парк де Пренс, Париж Глядачів: 37 350 Арбітр: Карлос дель Серро Гранде (Іспанія) |

| 28 вересня 2021 22:00 (21:00 CEST) |

| РБ Лейпциг  | 1:2      | Брюгге                   |
| ----------- | -------- | ------------------------ |
| - Нкунку 5' | Протокол | - Ванакен 22' - Рітс 41' |

| Ред Булл Арена, Лейпциг Глядачів: 23 500 Арбітр: Славко Винчич (Словенія) |

| 19 жовтня 2021 19:45 (18:45 CEST) |

| Брюгге        | 1:5      | Манчестер Сіті                                                       |
| ------------- | -------- | -------------------------------------------------------------------- |
| - Ванакен 81' | Протокол | - Жуан Канселу 30' - Махрез 43' (пен.), 84' - Вокер 53' - Палмер 67' |

| Ян Брейдел, Брюгге Глядачів: 24 915 Арбітр: Іштван Ковач (Румунія) |

| 19 жовтня 2021 22:00 (21:00 CEST) |

| Парі Сен-Жермен                     | 3:2      | РБ Лейпциг                      |
| ----------------------------------- | -------- | ------------------------------- |
| - Мбаппе 9' - Мессі 67', 74' (пен.) | Протокол | - Андре Сілва 28' - Мукіеле 57' |

| Парк де Пренс, Париж Глядачів: 47 359 Арбітр: Марко Гуїда (Італія) |

| 3 листопада 2021 22:00 (20:00 GMT) |

| Манчестер Сіті                                        | 4:1      | Брюгге            |
| ----------------------------------------------------- | -------- | ----------------- |
| - Фоден 15' - Махрез 54' - Стерлінг 72' - Жезус 90+2' | Протокол | - Стоунз 17' (аг) |

| Сіті оф Манчестер, Манчестер Глядачів: 50 228 Арбітр: Антоніо Матео Лаос (Іспанія) |

| 3 листопада 2021 22:00 (21:00 CET) |

| РБ Лейпциг                          | 2:2      | Парі Сен-Жермен      |
| ----------------------------------- | -------- | -------------------- |
| - Нкунку 8' - Собослаї 90+2' (пен.) | Протокол | - Вейналдум 21', 39' |

| Ред Булл Арена, Лейпциг Глядачів: 39 794 Арбітр: Андреас Екберг (Швеція) |

| 24 листопада 2021 22:00 (21:00 CET) |

| Брюгге | 0:5      | РБ Лейпциг                                                         |
| ------ | -------- | ------------------------------------------------------------------ |
|        | Протокол | - Нкунку 12', 90+3' - Форсберг 17' (пен.), 45+1' - Андре Сілва 26' |

| Ян Брейдел, Брюгге Глядачів: 24 072 Арбітр: Давіде Масса (Італія) |

| 24 листопада 2021 22:00 (21:00 GMT) |

| Манчестер Сіті             | 2:1      | Парі Сен-Жермен |
| -------------------------- | -------- | --------------- |
| - Стерлінг 63' - Жезус 76' | Протокол | - Мбаппе 50'    |

| Сіті оф Манчестер, Манчестер Глядачів: 52 030 Арбітр: Даніеле Орсато (Італія) |

| 7 грудня 2021 19:45 (18:45 CET) |

| Парі Сен-Жермен                         | 4:1      | Брюгге     |
| --------------------------------------- | -------- | ---------- |
| - Мбаппе 2', 7' - Мессі 38', 76' (пен.) | Протокол | - Рітс 68' |

| Парк де Пренс, Париж Глядачів: 47 492 Арбітр: Хесус Хіль Мансано (Іспанія) |

| 7 грудня 2021 19:45 (18:45 CET) |

| РБ Лейпциг                       | 2:1      | Манчестер Сіті |
| -------------------------------- | -------- | -------------- |
| - Собослаї 24' - Андре Сілва 71' | Протокол | - Махрез 76'   |

| Ред Булл Арена, Лейпциг Глядачів: 0 Арбітр: Сандро Шерер (Швейцарія) |

### Група B
| Поз | Команда   | І | В | Н | П | ГЗ | ГП | РГ  | О  | Кваліфікація          |  | ЛІВ | АТЛ | ПОР | МІЛ |
| --- | --------- | - | - | - | - | -- | -- | --- | -- | --------------------- |  | --- | --- | --- | --- |
| 1   | Ліверпуль | 6 | 6 | 0 | 0 | 17 | 6  | +11 | 18 | Вихід в 1/8 фіналу    |  | —   | 2:0 | 2:0 | 3:2 |
| 2   | Атлетіко  | 6 | 2 | 1 | 3 | 7  | 8  | −1  | 7  | Вихід в 1/8 фіналу    |  | 2:3 | —   | 0:0 | 0:1 |
| 3   | Порту     | 6 | 1 | 2 | 3 | 4  | 11 | −7  | 5  | Перехід в Лігу Європи |  | 1:5 | 1:3 | —   | 1:0 |
| 4   | Мілан     | 6 | 1 | 1 | 4 | 6  | 9  | −3  | 4  |                       |  | 1:2 | 1:2 | 1:1 | —   |

| 15 вересня 2021 22:00 (21:00 CEST) |

| Атлетіко | 0:0      | Порту |
| -------- | -------- | ----- |
|          | Протокол |       |

| Ванда Метрополітано, Мадрид Глядачів: 40 098 Арбітр: Овідіу Гацеган (Румунія) |

| 15 вересня 2021 22:00 (20:00 BST) |

| Ліверпуль                                    | 3:2      | Мілан                         |
| -------------------------------------------- | -------- | ----------------------------- |
| - Томорі 9' (аг) - Салах 49' - Гендерсон 69' | Протокол | - Ребич 42' - Брахім Діас 44' |

| Енфілд, Ліверпуль Глядачів: 51 445 Арбітр: Шимон Марциняк (Польща) |

| 28 вересня 2021 22:00 (20:00 WEST) |

| Порту        | 1:5      | Ліверпуль                                      |
| ------------ | -------- | ---------------------------------------------- |
| - Таремі 75' | Протокол | - Салах 18', 60' - Мане 45' - Фірміно 77', 81' |

| Драгау, Порту Глядачів: 23 520 Арбітр: Сергій Карасьов (Росія) |

| 28 вересня 2021 22:00 (21:00 CEST) |

| Мілан             | 1:2      | Атлетіко                             |
| ----------------- | -------- | ------------------------------------ |
| - Рафаел Леан 20' | Протокол | - Грізманн 84' - Суарес 90+7' (пен.) |

| Сан-Сіро, Мілан Глядачів: 35 374 Арбітр: Джюнейт Чакир (Туреччина) |

| 19 жовтня 2021 22:00 (20:00 WEST) |

| Порту           | 1:0      | Мілан |
| --------------- | -------- | ----- |
| - Луїс Діас 65' | Протокол |       |

| Драгау, Порту Глядачів: 32 130 Арбітр: Фелікс Брих (Німеччина) |

| 19 жовтня 2021 22:00 (21:00 CEST) |

| Атлетіко            | 2:3      | Ліверпуль                          |
| ------------------- | -------- | ---------------------------------- |
| - Грізманн 20', 34' | Протокол | - Салах 8', 78' (пен.) - Кейта 13' |

| Ванда Метрополітано, Мадрид Глядачів: 60 725 Арбітр: Даніель Зіберт (Німеччина) |

| 3 листопада 2021 19:45 (18:45 CET) |

| Мілан             | 1:1      | Порту          |
| ----------------- | -------- | -------------- |
| - Мбемба 61' (аг) | Протокол | - Луїс Діас 6' |

| Сан-Сіро, Мілан Глядачів: 39 675 Арбітр: Клеман Тюрпен (Франція) |

| 3 листопада 2021 22:00 (20:00 GMT) |

| Ліверпуль                   | 2:0      | Атлетіко |
| --------------------------- | -------- | -------- |
| - Діогу Жота 13' - Мане 21' | Протокол |          |

| Енфілд, Ліверпуль Глядачів: 51 347 Арбітр: Данні Маккелі (Нідерланди) |

| 24 листопада 2021 22:00 (21:00 CET) |

| Атлетіко | 0:1      | Мілан                |
| -------- | -------- | -------------------- |
|          | Протокол | - Жуніор Мессіас 87' |

| Ванда Метрополітано, Мадрид Глядачів: 61 019 Арбітр: Славко Винчич (Словенія) |

| 24 листопада 2021 22:00 (20:00 GMT) |

| Ліверпуль                          | 2:0      | Порту |
| ---------------------------------- | -------- | ----- |
| - Тьяго Алькантара 52' - Салах 70' | Протокол |       |

| Енфілд, Ліверпуль Глядачів: 52 209 Арбітр: Фелікс Цваєр (Німеччина) |

| 7 грудня 2021 22:00 (20:00 CET) |

| Мілан        | 1:2      | Ліверпуль               |
| ------------ | -------- | ----------------------- |
| - Томорі 29' | Протокол | - Салах 36' - Орігі 55' |

| Сан-Сіро, Мілан Глядачів: 56 237 Арбітр: Данні Маккелі (Нідерланди) |

| 7 грудня 2021 22:00 (20:00 WET) |

| Порту                          | 1:3      | Атлетіко                                     |
| ------------------------------ | -------- | -------------------------------------------- |
| - Сержіу Олівейра 90+6' (пен.) | Протокол | - Грізманн 56' - Корреа 90' - Де Пауль 90+2' |

| Драгау, Порту Глядачів: 38 830 Арбітр: Клеман Тюрпен (Франція) |

### Група C
| Поз | Команда             | І | В | Н | П | ГЗ | ГП | РГ  | О  | Кваліфікація          |  | АЯК | СПО | БОД | БЕШ |
| --- | ------------------- | - | - | - | - | -- | -- | --- | -- | --------------------- |  | --- | --- | --- | --- |
| 1   | Аякс                | 6 | 6 | 0 | 0 | 20 | 5  | +15 | 18 | Вихід в 1/8 фіналу    |  | —   | 4:2 | 4:0 | 2:0 |
| 2   | Спортінг (Лісабон)  | 6 | 3 | 0 | 3 | 14 | 12 | +2  | 9  | Вихід в 1/8 фіналу    |  | 1:5 | —   | 3:1 | 4:0 |
| 3   | Боруссія (Дортмунд) | 6 | 3 | 0 | 3 | 10 | 11 | −1  | 9  | Перехід в Лігу Європи |  | 1:3 | 1:0 | —   | 5:0 |
| 4   | Бешикташ            | 6 | 0 | 0 | 6 | 3  | 19 | −16 | 0  |                       |  | 1:2 | 1:4 | 1:2 | —   |

1. 1 2  Очки в очних зустрічах: Спортінг 3, Боруссія 3; Різниця м'ячів в очних зустрічах: Спортінг +1, Боруссія -1

| 15 вересня 2021 19:45 |

| Бешикташ        | 1:2      | Боруссія (Дортмунд)            |
| --------------- | -------- | ------------------------------ |
| - Монтеро 90+4' | Протокол | - Беллінгем 20' - Голанд 45+3' |

| Водафон Парк, Стамбул Глядачів: 22 445 Арбітр: Антоніо Матео Лаос (Іспанія) |

| 15 вересня 2021 22:00 (20:00 WEST) |

| Спортінг       | 1:5      | Аякс                                  |
| -------------- | -------- | ------------------------------------- |
| - Паулінью 33' | Протокол | - Алле 2', 9', 51', 63' - Бергейс 39' |

| Жозе Алваладе, Лісабон Глядачів: 20 382 Арбітр: Хосе Марія Санчес (Іспанія) |

| 28 вересня 2021 19:45 (18:45 CEST) |

| Аякс                     | 2:0      | Бешикташ |
| ------------------------ | -------- | -------- |
| - Бергейс 17' - Алле 43' | Протокол |          |

| Йоган Кройф Арена, Амстердам Глядачів: 52 628 Арбітр: Бенуа Бастьєн (Франція) |

| 28 вересня 2021 22:00 (21:00 CEST) |

| Боруссія (Дортмунд) | 1:0      | Спортінг |
| ------------------- | -------- | -------- |
| - Мален 37'         | Протокол |          |

| Зігналь Ідуна Парк, Дортмунд Глядачів: 25 000 Арбітр: Срджан Йованович (Сербія) |

| 19 жовтня 2021 19:45 |

| Бешикташ    | 1:4      | Спортінг                                              |
| ----------- | -------- | ----------------------------------------------------- |
| - Ларін 24' | Протокол | - Коатес 15', 27' - Сарабія 44' (пен.) - Паулінью 89' |

| Водафон Парк, Стамбул Глядачів: 22 936 Арбітр: Славко Винчич (Словенія) |

| 19 жовтня 2021 22:00 (21:00 CEST) |

| Аякс                                                | 4:0      | Боруссія (Дортмунд) |
| --------------------------------------------------- | -------- | ------------------- |
| - Ройс 11' (аг) - Блінд 25' - Антоні 57' - Алле 72' | Протокол |                     |

| Йоган Кройф Арена, Амстердам Глядачів: 54 029 Арбітр: Хесус Хіль Мансано (Іспанія) |

| 3 листопада 2021 22:00 (20:00 WET) |

| Спортінг                                                 | 4:0      | Бешикташ |
| -------------------------------------------------------- | -------- | -------- |
| - Гонсалвеш 31' (пен.), 38' - Паулінью 41' - Сарабія 56' | Протокол |          |

| Жозе Алваладе, Лісабон Глядачів: 40 835 Арбітр: Сергій Карасьов (Росія) |

| 3 листопада 2021 22:00 (21:00 CET) |

| Боруссія (Дортмунд) | 1:3      | Аякс                                   |
| ------------------- | -------- | -------------------------------------- |
| - Ройс 37' (пен.)   | Протокол | - Тадич 72' - Алле 83' - Классен 90+3' |

| Зігналь Ідуна Парк, Дортмунд Глядачів: 54 820 Арбітр: Майкл Олівер (Англія) |

| 24 листопада 2021 19:45 (20:45 TRT) |

| Бешикташ             | 1:2      | Аякс            |
| -------------------- | -------- | --------------- |
| - Геззаль 22' (пен.) | Протокол | - Алле 54', 69' |

| Водафон Парк, Стамбул Глядачів: 11 712 Арбітр: Ірфан Пельто (Боснія і Герцеговина) |

| 24 листопада 2021 22:00 (20:00 WET) |

| Спортінг                               | 3:1      | Боруссія (Дортмунд) |
| -------------------------------------- | -------- | ------------------- |
| - Гонсалвеш 30', 39' - Педро Порро 81' | Протокол | - Мален 90+3'       |

| Жозе Алваладе, Лісабон Глядачів: 41 341 Арбітр: Карлос дель Серро Гранде (Іспанія) |

| 7 грудня 2021 22:00 (21:00 CET) |

| Боруссія (Дортмунд)                                    | 5:0      | Бешикташ |
| ------------------------------------------------------ | -------- | -------- |
| - Мален 29' - Ройс 45+2' (пен.), 53' - Голанд 68', 81' | Протокол |          |

| Зігналь Ідуна Парк, Дортмунд Глядачів: 15 000 Арбітр: Франсуа Летексьє (Франція) |

| 7 грудня 2021 22:00 (21:00 CET) |

| Аякс                                                   | 4:2      | Спортінг                             |
| ------------------------------------------------------ | -------- | ------------------------------------ |
| - Алле 8' (пен.) - Антоні 42' - Алле 58' - Бергейс 62' | Протокол | - Нуну Сантуш 22' - Бруну Табата 78' |

| Йоган Кройф Арена, Амстердам Глядачів: 0 Арбітр: Давіде Масса (Італія) |

### Група D
| Поз | Команда     | І | В | Н | П | ГЗ | ГП | РГ  | О  | Кваліфікація          |  | РМА | ІНТ | ШЕР | ШАХ |
| --- | ----------- | - | - | - | - | -- | -- | --- | -- | --------------------- |  | --- | --- | --- | --- |
| 1   | Реал Мадрид | 6 | 5 | 0 | 1 | 14 | 3  | +11 | 15 | Вихід в 1/8 фіналу    |  | —   | 2:0 | 1:2 | 2:1 |
| 2   | Інтер       | 6 | 3 | 1 | 2 | 8  | 5  | +3  | 10 | Вихід в 1/8 фіналу    |  | 0:1 | —   | 3:1 | 2:0 |
| 3   | Шериф       | 6 | 2 | 1 | 3 | 7  | 11 | −4  | 7  | Перехід в Лігу Європи |  | 0:3 | 1:3 | —   | 2:0 |
| 4   | Шахтар      | 6 | 0 | 2 | 4 | 2  | 12 | −10 | 2  |                       |  | 0:5 | 0:0 | 1:1 | —   |

| 15 вересня 2021 19:45 |

| Шериф                        | 2:0      | Шахтар |
| ---------------------------- | -------- | ------ |
| - А. Траоре 16' - Янсане 62' | Протокол |        |

| Шериф, Тирасполь Глядачів: 5 205 Арбітр: Деніц Айтекін (Німеччина) |

| 15 вересня 2021 22:00 (21:00 CEST) |

| Інтер | 0:1      | Реал Мадрид   |
| ----- | -------- | ------------- |
|       | Протокол | - Родріго 89' |

| Сан-Сіро, Мілан Глядачів: 37 082 Арбітр: Даніель Зіберт (Німеччина) |

| 28 вересня 2021 19:45 |

| Шахтар | 0:0      | Інтер |
| ------ | -------- | ----- |
|        | Протокол |       |

| НСК «Олімпійський», Київ Глядачів: 26 170 Арбітр: Іштван Ковач (Румунія) |

| 28 вересня 2021 22:00 (21:00 CEST) |

| Реал Мадрид          | 1:2      | Шериф                         |
| -------------------- | -------- | ----------------------------- |
| - Бензема 65' (пен.) | Протокол | - Яхшибоєв 25' - С. Тілль 90' |

| Сантьяго Бернабеу, Мадрид Глядачів: 24 522 Арбітр: Лоуренс Віссер (Бельгія) |

| 19 жовтня 2021 22:00 (21:00 CEST) |

| Інтер                                  | 3:1      | Шериф          |
| -------------------------------------- | -------- | -------------- |
| - Джеко 34' - Відаль 58' - де Врей 67' | Протокол | - С. Тілль 52' |

| Сан-Сіро, Мілан Глядачів: 43 305 Арбітр: Данні Маккелі (Нідерланди) |

| 19 жовтня 2021 22:00 |

| Шахтар | 0:5      | Реал Мадрид                                                                 |
| ------ | -------- | --------------------------------------------------------------------------- |
|        | Протокол | - Кривцов 37' (аг) - Вінісіус Жуніор 51', 56' - Родріго 65' - Бензема 90+1' |

| НСК «Олімпійський», Київ Глядачів: 34 037 Арбітр: Срджан Йованович (Сербія) |

| 3 листопада 2021 19:45 (18:45 CET) |

| Реал Мадрид        | 2:1      | Шахтар         |
| ------------------ | -------- | -------------- |
| - Бензема 14', 61' | Протокол | - Фернандо 39' |

| Сантьяго Бернабеу, Мадрид Глядачів: 38 105 Арбітр: Бенуа Бастьєн (Франція) |

| 3 листопада 2021 22:00 |

| Шериф             | 1:3      | Інтер                                     |
| ----------------- | -------- | ----------------------------------------- |
| - А. Траоре 90+2' | Протокол | - Брозович 54' - Шкриняр 66' - Санчес 82' |

| Шериф, Тирасполь Глядачів: 5 930 Арбітр: Фелікс Цваєр (Німеччина) |

| 24 листопада 2021 19:45 (18:45 CET) |

| Інтер            | 2:0      | Шахтар |
| ---------------- | -------- | ------ |
| - Джеко 61', 67' | Протокол |        |

| Сан-Сіро, Мілан Глядачів: 46 225 Арбітр: Овідіу Гацеган (Румунія) |

| 24 листопада 2021 22:00 |

| Шериф | 0:3      | Реал Мадрид                             |
| ----- | -------- | --------------------------------------- |
|       | Протокол | - Алаба 30' - Кроос 45+1' - Бензема 55' |

| Шериф, Тирасполь Глядачів: 5 932 Арбітр: Шимон Марциняк (Польща) |

| 7 грудня 2021 22:00 (21:00 CET) |

| Реал Мадрид               | 2:0      | Інтер |
| ------------------------- | -------- | ----- |
| - Кроос 17' - Асенсіо 79' | Протокол |       |

| Сантьяго Бернабеу, Мадрид Глядачів: 46 887 Арбітр: Фелікс Брих (Німеччина) |

| 7 грудня 2021 22:00 |

| Шахтар         | 1:1      | Шериф           |
| -------------- | -------- | --------------- |
| - Фернандо 42' | Протокол | - Ніколов 90+3' |

| НСК «Олімпійський», Київ Глядачів: 6 841 Арбітр: Донатас Румшас (Литва) |

### Група E
| Поз | Команда   | І | В | Н | П | ГЗ | ГП | РГ  | О  | Кваліфікація          |  | БАВ | БЕН | БАР | ДИН |
| --- | --------- | - | - | - | - | -- | -- | --- | -- | --------------------- |  | --- | --- | --- | --- |
| 1   | Баварія   | 6 | 6 | 0 | 0 | 22 | 3  | +19 | 18 | Вихід в 1/8 фіналу    |  | —   | 5:2 | 3:0 | 5:0 |
| 2   | Бенфіка   | 6 | 2 | 2 | 2 | 7  | 9  | −2  | 8  | Вихід в 1/8 фіналу    |  | 0:4 | —   | 3:0 | 2:0 |
| 3   | Барселона | 6 | 2 | 1 | 3 | 2  | 9  | −7  | 7  | Перехід в Лігу Європи |  | 0:3 | 0:0 | —   | 1:0 |
| 4   | Динамо    | 6 | 0 | 1 | 5 | 1  | 11 | −10 | 1  |                       |  | 1:2 | 0:0 | 0:1 | —   |

| 14 вересня 2021 22:00 |

| Динамо (Київ) | 0:0      | Бенфіка |
| ------------- | -------- | ------- |
|               | Протокол |         |

| НСК «Олімпійський», Київ Глядачів: 21 657 Арбітр: Ентоні Тейлор (Англія) |

| 14 вересня 2021 22:00 (21:00 CEST) |

| Барселона | 0:3      | Баварія                               |
| --------- | -------- | ------------------------------------- |
|           | Протокол | - Мюллер 34' - Левандовський 56', 85' |

| Камп Ноу, Барселона Глядачів: 39 737 Арбітр: Майкл Олівер (Англія) |

| 29 вересня 2021 22:00 (21:00 CEST) |

| Баварія                                                                   | 5:0      | Динамо (Київ) |
| ------------------------------------------------------------------------- | -------- | ------------- |
| - Левандовський 12' (пен.), 27' - Гнабрі 68' - Сане 74' - Шупо-Мотінг 87' | Протокол |               |

| Альянц Арена, Мюнхен Глядачів: 25 000 Арбітр: Марко Гуїда (Італія) |

| 29 вересня 2021 22:00 (20:00 WEST) |

| Бенфіка                                  | 3:0      | Барселона |
| ---------------------------------------- | -------- | --------- |
| - Нуньєс 3', 79' (пен.) - Рафа Сілва 69' | Протокол |           |

| Да Луж, Лісабон Глядачів: 29 454 Арбітр: Даніеле Орсато (Італія) |

| 20 жовтня 2021 19:45 (18:45 CEST) |

| Барселона  | 1:0      | Динамо (Київ) |
| ---------- | -------- | ------------- |
| - Піке 36' | Протокол |               |

| Камп Ноу, Барселона Глядачів: 45 968 Арбітр: Клеман Тюрпен (Франція) |

| 20 жовтня 2021 22:00 (20:00 WEST) |

| Бенфіка | 0:4      | Баварія                                                |
| ------- | -------- | ------------------------------------------------------ |
|         | Протокол | - Сане 70', 85' - Евертон 80' (аг) - Левандовський 82' |

| Да Луж, Лісабон Глядачів: 55 201 Арбітр: Овідіу Гацеган (Румунія) |

| 2 листопада 2021 22:00 |

| Динамо (Київ) | 0:1      | Барселона  |
| ------------- | -------- | ---------- |
|               | Протокол | - Фаті 70' |

| НСК «Олімпійський», Київ Глядачів: 31 378 Арбітр: Овідіу Гацеган (Румунія) |

| 2 листопада 2021 22:00 (21:00 CET) |

| Баварія                                               | 5:2      | Бенфіка                   |
| ----------------------------------------------------- | -------- | ------------------------- |
| - Левандовський 26', 61', 84' - Гнабрі 32' - Сане 49' | Протокол | - Морату 38' - Нуньєс 74' |

| Альянц Арена, Мюнхен Глядачів: 50 000 Арбітр: Шимон Марциняк (Польща) |

| 23 листопада 2021 19:45 |

| Динамо (Київ) | 1:2      | Баварія                         |
| ------------- | -------- | ------------------------------- |
| - Гармаш 70'  | Протокол | - Левандовський 14' - Коман 42' |

| НСК «Олімпійський», Київ Глядачів: 28 732 Арбітр: Халіл Умут Мелер (Туреччина) |

| 23 листопада 2021 22:00 (21:00 CET) |

| Барселона | 0:0      | Бенфіка |
| --------- | -------- | ------- |
|           | Протокол |         |

| Камп Ноу, Барселона Глядачів: 49 572 Арбітр: Сергій Карасьов (Росія) |

| 8 грудня 2021 22:00 (20:00 WET) |

| Бенфіка                      | 2:0      | Динамо (Київ) |
| ---------------------------- | -------- | ------------- |
| - Яремчук 16' - Жілберто 22' | Протокол |               |

| Да Луж, Лісабон Глядачів: 36 591 Арбітр: Деніц Айтекін (Німеччина) |

| 8 грудня 2021 22:00 (21:00 CET) |

| Баварія                               | 3:0      | Барселона |
| ------------------------------------- | -------- | --------- |
| - Мюллер 34' - Сане 43' - Мусіала 62' | Протокол |           |

| Альянц Арена, Мюнхен Глядачів: 0 Арбітр: Овідіу Гацеган (Румунія) |

### Група F
| Поз | Команда           | І | В | Н | П | ГЗ | ГП | РГ | О  | Кваліфікація          |  | МЮ  | ВЛР | АТА | ЯБ  |
| --- | ----------------- | - | - | - | - | -- | -- | -- | -- | --------------------- |  | --- | --- | --- | --- |
| 1   | Манчестер Юнайтед | 6 | 3 | 2 | 1 | 11 | 8  | +3 | 11 | Вихід в 1/8 фіналу    |  | —   | 2:1 | 3:2 | 1:1 |
| 2   | Вільярреал        | 6 | 3 | 1 | 2 | 12 | 9  | +3 | 10 | Вихід в 1/8 фіналу    |  | 0:2 | —   | 2:2 | 2:0 |
| 3   | Аталанта          | 6 | 1 | 3 | 2 | 12 | 13 | −1 | 6  | Перехід в Лігу Європи |  | 2:2 | 2:3 | —   | 1:0 |
| 4   | Янг Бойз          | 6 | 1 | 2 | 3 | 7  | 12 | −5 | 5  |                       |  | 2:1 | 1:4 | 3:3 | —   |

| 14 вересня 2021 19:45 (18:45 CEST) |

| Янг Бойз                          | 2:1      | Манчестер Юнайтед |
| --------------------------------- | -------- | ----------------- |
| - Мумі Нгамало 66' - Сібачо 90+5' | Протокол | - Роналду 13'     |

| Стад де Суїсс, Берн Глядачів: 31 120 Арбітр: Франсуа Летексьє (Франція) |

| 14 вересня 2021 22:00 (21:00 CEST) |

| Вільярреал                     | 2:2      | Аталанта                  |
| ------------------------------ | -------- | ------------------------- |
| - Трігерос 39' - Груневелд 73' | Протокол | - Фройлер 6' - Гозенс 83' |

| Естадіо де ла Кераміка, Вілярреаль Арбітр: Клеман Тюрпен (Франція) |

| 29 вересня 2021 19:45 (18:45 CEST) |

| Аталанта      | 1:0      | Янг Бойз |
| ------------- | -------- | -------- |
| - Пессіна 68' | Протокол |          |

| Адзуррі д'Італія, Бергамо Глядачів: 8 536 Арбітр: Фелікс Брих (Німеччина) |

| 29 вересня 2021 22:00 (20:00 BST) |

| Манчестер Юнайтед                  | 2:1      | Вільярреал     |
| ---------------------------------- | -------- | -------------- |
| - Алекс Теллес 60' - Роналду 90+5' | Протокол | - Алькасер 53' |

| Олд Траффорд, Манчестер Глядачів: 73 130 Арбітр: Фелікс Цваєр (Німеччина) |

| 20 жовтня 2021 22:00 (21:00 CEST) |

| Янг Бойз   | 1:4      | Вільярреал                                                 |
| ---------- | -------- | ---------------------------------------------------------- |
| - Елія 77' | Протокол | - Піно 6' - Жерар Морено 16' - Морено 88' - Чуквуезе 90+2' |

| Стад де Суїсс, Берн Глядачів: 27 398 Арбітр: Сергій Карасьов (Росія) |

| 20 жовтня 2021 22:00 (20:00 BST) |

| Манчестер Юнайтед                         | 3:2      | Аталанта                    |
| ----------------------------------------- | -------- | --------------------------- |
| - Рашфорд 53' - Магвайр 75' - Роналду 81' | Протокол | - Пашалич 15' - Демірал 29' |

| Олд Траффорд, Манчестер Глядачів: 72 279 Арбітр: Шимон Марциняк (Польща) |

| 2 листопада 2021 22:00 (21:00 CET) |

| Вільярреал                | 2:0      | Янг Бойз |
| ------------------------- | -------- | -------- |
| - Капу 36' - Данджума 89' | Протокол |          |

| Естадіо де ла Кераміка, Вілярреаль Глядачів: 14 890 Арбітр: Сердар Гезюбююк (Нідерланди) |

| 2 листопада 2021 22:00 (21:00 CET) |

| Аталанта                  | 2:2      | Манчестер Юнайтед      |
| ------------------------- | -------- | ---------------------- |
| - Іличич 12' - Сапата 56' | Протокол | - Роналду 45+1', 90+1' |

| Адзуррі д'Італія, Бергамо Глядачів: 14 443 Арбітр: Славко Винчич (Словенія) |

| 23 листопада 2021 19:45 (18:45 CET) |

| Вільярреал | 0:2      | Манчестер Юнайтед         |
| ---------- | -------- | ------------------------- |
|            | Протокол | - Роналду 78' - Санчо 90' |

| Естадіо де ла Кераміка, Вілярреаль Глядачів: 20 875 Арбітр: Фелікс Брих (Німеччина) |

| 23 листопада 2021 22:00 (21:00 CET) |

| Янг Бойз                              | 3:3      | Аталанта                                  |
| ------------------------------------- | -------- | ----------------------------------------- |
| - Сібачо 39' - Сієрро 80' - Гефті 84' | Протокол | - Сапата 10' - Паломіно 51' - Мур'єль 88' |

| Стад де Суїсс, Берн Глядачів: 31 120 Арбітр: Даніель Зіберт (Німеччина) |

| 8 грудня 2021 22:00 (20:00 GMT) |

| Манчестер Юнайтед | 1:1      | Янг Бойз    |
| ----------------- | -------- | ----------- |
| - Грінвуд 9'      | Протокол | - Рідер 42' |

| Олд Траффорд, Манчестер Глядачів: 73 156 Арбітр: Бенуа Бастьєн (Франція) |

| 9 грудня 2021 20:00 (19:00 CET) |

| Аталанта                        | 2:3      | Вільярреал                    |
| ------------------------------- | -------- | ----------------------------- |
| - Маліновський 71' - Сапата 80' | Протокол | - Данджума 3', 51' - Капу 42' |

| Адзуррі д'Італія, Бергамо Глядачів: 11 690 Арбітр: Ентоні Тейлор (Англія) |

### Група G
| Поз | Команда    | І | В | Н | П | ГЗ | ГП | РГ | О  | Кваліфікація          |  | ЛІЛ | РБЗ | СЕВ | ВОЛ |
| --- | ---------- | - | - | - | - | -- | -- | -- | -- | --------------------- |  | --- | --- | --- | --- |
| 1   | Лілль      | 6 | 3 | 2 | 1 | 7  | 4  | +3 | 11 | Вихід в 1/8 фіналу    |  | —   | 1:0 | 0:0 | 0:0 |
| 2   | Ред Булл   | 6 | 3 | 1 | 2 | 8  | 6  | +2 | 10 | Вихід в 1/8 фіналу    |  | 2:1 | —   | 1:0 | 3:1 |
| 3   | Севілья    | 6 | 1 | 3 | 2 | 5  | 5  | 0  | 6  | Перехід в Лігу Європи |  | 1:2 | 1:1 | —   | 2:0 |
| 4   | Вольфсбург | 6 | 1 | 2 | 3 | 5  | 10 | −5 | 5  |                       |  | 1:3 | 2:1 | 1:1 | —   |

| 14 вересня 2021 19:45 (18:45 CEST) |

| Севілья              | 1:1      | Ред Булл           |
| -------------------- | -------- | ------------------ |
| - Ракитич 42' (пен.) | Протокол | - Сучич 21' (пен.) |

| Рамон Санчес Пісхуан, Севілья Глядачів: 18 373 Арбітр: Олексій Кульбаков (Білорусь) |

| 14 вересня 2021 22:00 (21:00 CEST) |

| Лілль | 0:0      | Вольфсбург |
| ----- | -------- | ---------- |
|       | Протокол |            |

| П'єр Моруа, Лілль Глядачів: 34 314 Арбітр: Данні Маккелі (Нідерланди) |

| 29 вересня 2021 22:00 (21:00 CEST) |

| Вольфсбург    | 1:1      | Севілья              |
| ------------- | -------- | -------------------- |
| - Штеффен 48' | Протокол | - Ракитич 87' (пен.) |

| Фольксваген Арена, Вольфсбург Глядачів: 11 733 Арбітр: Георгі Кабаков (Болгарія) |

| 29 вересня 2021 22:00 (21:00 CEST) |

| Ред Булл                        | 2:1      | Лілль       |
| ------------------------------- | -------- | ----------- |
| - Адеємі 35' (пен.), 53' (пен.) | Протокол | - Їлмаз 62' |

| Ред Булл Арена, Зальцбург Глядачів: 24 207 Арбітр: Халіл Умут Мелер (Туреччина) |

| 20 жовтня 2021 19:45 (18:45 CEST) |

| Ред Булл                      | 3:1      | Вольфсбург     |
| ----------------------------- | -------- | -------------- |
| - Адеємі 3' - Окафор 65', 77' | Протокол | - Л. Нмеча 15' |

| Ред Булл Арена, Зальцбург Глядачів: 29 520 Арбітр: Даніеле Орсато (Італія) |

| 20 жовтня 2021 22:00 (21:00 CEST) |

| Лілль | 0:0      | Севілья |
| ----- | -------- | ------- |
|       | Протокол |         |

| П'єр Моруа, Лілль Глядачів: 34 362 Арбітр: Майкл Олівер (Англія) |

| 2 листопада 2021 19:45 (18:45 CET) |

| Вольфсбург               | 2:1      | Ред Булл    |
| ------------------------ | -------- | ----------- |
| - Баку 3' - Л. Нмеча 60' | Протокол | - Вебер 30' |

| Фольксваген Арена, Вольфсбург Глядачів: 16 112 Арбітр: Артур Соареш Діаш (Португалія) |

| 2 листопада 2021 22:00 (21:00 CET) |

| Севілья       | 1:2      | Лілль                          |
| ------------- | -------- | ------------------------------ |
| - Окампос 15' | Протокол | - Девід 43' (пен.) - Іконе 51' |

| Рамон Санчес Пісхуан, Севілья Глядачів: 29 369 Арбітр: Іштван Ковач (Румунія) |

| 23 листопада 2021 22:00 (21:00 CET) |

| Лілль       | 1:0      | Ред Булл |
| ----------- | -------- | -------- |
| - Девід 31' | Протокол |          |

| П'єр Моруа, Лілль Глядачів: 33 573 Арбітр: Ентоні Тейлор (Англія) |

| 23 листопада 2021 22:00 (21:00 CET) |

| Севілья                       | 2:0      | Вольфсбург |
| ----------------------------- | -------- | ---------- |
| - Жордан 19' - Рафа Мір 90+7' | Протокол |            |

| Рамон Санчес Пісхуан, Севілья Глядачів: 28 663 Арбітр: Джюнейт Чакир (Туреччина) |

| 8 грудня 2021 22:00 (21:00 CET) |

| Ред Булл     | 1:0      | Севілья |
| ------------ | -------- | ------- |
| - Окафор 50' | Протокол |         |

| Ред Булл Арена, Зальцбург Глядачів: 0 Арбітр: Славко Винчич (Словенія) |

| 8 грудня 2021 22:00 (21:00 CET) |

| Вольфсбург    | 1:3      | Лілль                               |
| ------------- | -------- | ----------------------------------- |
| - Штеффен 89' | Протокол | - Їлмаз 11' - Девід 72' - Гомес 78' |

| Фольксваген Арена, Вольфсбург Глядачів: 6 544 Арбітр: Даніеле Орсато (Італія) |

### Група H
| Поз | Команда | І | В | Н | П | ГЗ | ГП | РГ  | О  | Кваліфікація          |  | ЮВЕ | ЧЕЛ | ЗЕН | МАЛ |
| --- | ------- | - | - | - | - | -- | -- | --- | -- | --------------------- |  | --- | --- | --- | --- |
| 1   | Ювентус | 6 | 5 | 0 | 1 | 10 | 6  | +4  | 15 | Вихід в 1/8 фіналу    |  | —   | 1:0 | 4:2 | 1:0 |
| 2   | Челсі   | 6 | 4 | 1 | 1 | 13 | 4  | +9  | 13 | Вихід в 1/8 фіналу    |  | 4:0 | —   | 1:0 | 4:0 |
| 3   | Зеніт   | 6 | 1 | 2 | 3 | 10 | 10 | 0   | 5  | Перехід в Лігу Європи |  | 0:1 | 3:3 | —   | 4:0 |
| 4   | Мальме  | 6 | 0 | 1 | 5 | 1  | 14 | −13 | 1  |                       |  | 0:3 | 0:1 | 1:1 | —   |

| 14 вересня 2021 22:00 (21:00 CEST) |

| Мальме | 0:3      | Ювентус                                               |
| ------ | -------- | ----------------------------------------------------- |
|        | Протокол | - Алекс Сандро 23' - Дибала 45' (пен.) - Мората 45+1' |

| Еледа, Мальме Глядачів: 5 832 Арбітр: Артур Соареш Діаш (Португалія) |

| 14 вересня 2021 22:00 (20:00 BST) |

| Челсі        | 1:0      | Зеніт |
| ------------ | -------- | ----- |
| - Лукаку 69' | Протокол |       |

| Стемфорд Бридж, Лондон Глядачів: 39 252 Арбітр: Бартош Франковський (Польща) |

| 29 вересня 2021 19:45 |

| Зеніт                                                        | 4:0      | Мальме |
| ------------------------------------------------------------ | -------- | ------ |
| - Клаудінью 9' - Адьямович 49' - Сутормін 80' - Вендел 90+4' | Протокол |        |

| Газпром-Арена, Санкт-Петербург Глядачів: 15 339 Арбітр: Анастасіос Сідіропулос (Греція) |

| 29 вересня 2021 22:00 (20:00 CEST) |

| Ювентус     | 1:0      | Челсі |
| ----------- | -------- | ----- |
| - К'єза 46' | Протокол |       |

| Ювентус Стедіум, Турин Глядачів: 19 934 Арбітр: Хесус Хіль Мансано (Іспанія) |

| 20 жовтня 2021 22:00 (20:00 BST) |

| Челсі                                                           | 4:0      | Мальме |
| --------------------------------------------------------------- | -------- | ------ |
| - Крістенсен 9' - Жоржиньйо 21' (пен.), 57' (пен.) - Гаверц 48' | Протокол |        |

| Стемфорд Бридж, Лондон Глядачів: 39 095 Арбітр: Франсуа Летексьє (Франція) |

| 20 жовтня 2021 22:00 |

| Зеніт | 0:1      | Ювентус          |
| ----- | -------- | ---------------- |
|       | Протокол | - Кулушевскі 86' |

| Газпром-Арена, Санкт-Петербург Глядачів: 18 717 Арбітр: Сандро Шерер (Швейцарія) |

| 2 листопада 2021 19:45 (18:45 CET) |

| Мальме | 0:1      | Челсі      |
| ------ | -------- | ---------- |
|        | Протокол | - Зієш 56' |

| Еледа, Мальме Глядачів: 19 551 Арбітр: Фелікс Брих (Німеччина) |

| 2 листопада 2021 22:00 (21:00 CET) |

| Ювентус                                           | 4:2      | Зеніт                            |
| ------------------------------------------------- | -------- | -------------------------------- |
| - Дибала 11', 58' (пен.) - К'єза 73' - Мората 82' | Протокол | - Бонуччі 56' (аг) - Азмун 90+2' |

| Ювентус Стедіум, Турин Глядачів: 20 053 Арбітр: Алехандро Ернандес (Іспанія) |

| 23 листопада 2021 22:00 (21:00 CET) |

| Мальме     | 1:1      | Зеніт                    |
| ---------- | -------- | ------------------------ |
| - Рікс 28' | Протокол | - Ракіцький 90+2' (пен.) |

| Еледа, Мальме Глядачів: 15 520 Арбітр: Андріс Трейманіс (Латвія) |

| 23 листопада 2021 22:00 (21:00 CET) |

| Челсі                                                      | 4:0      | Ювентус |
| ---------------------------------------------------------- | -------- | ------- |
| - Чалоба 25' - Джеймс 56' - Гадсон-Одой 58' - Вернер 90+5' | Протокол |         |

| Стемфорд Бридж, Лондон Глядачів: 39 513 Арбітр: Срджан Йованович (Сербія) |

| 8 грудня 2021 19:45 (18:45 CET) |

| Ювентус   | 1:0      | Мальме |
| --------- | -------- | ------ |
| - Кен 18' | Протокол |        |

| Ювентус Стедіум, Турин Глядачів: 0 Арбітр: Ірфан Пельто (Боснія і Герцеговина) |

| 8 грудня 2021 19:45 (20:45 MSK) |

| Зеніт                                      | 3:3      | Челсі                         |
| ------------------------------------------ | -------- | ----------------------------- |
| - Клаудінью 38' - Азмун 41' - Оздоєв 90+4' | Протокол | - Вернер 2', 85' - Лукаку 62' |

| Газпром-Арена, Санкт-Петербург Глядачів: 0 Арбітр: Сердар Гезюбююк (Нідерланди) |

## Позначки
1. ↑  EEST (UTC+3) для матчів до 30 жовтня 2021 (1–3 тур), та EET (UTC+2) для подальших дат (4–6 тур).
2. 1 2 3  Домашні матчі Шахтаря пройдуть на стадіоні НСК «Олімпійський» у Києва замість їх домашнього стадіону — Донбас Арена — через війну на Донбасі.
3. ↑  Матч Аталанта — Вільярреал мав відбутися у середу, 8 грудня 2021 о 22:00, але через погодні умови (сильний снігопад) був перенесений на наступний день, 9 грудня 2021, на 20:00.[23][24]